# Puto graminis
Puto graminis är en insektsart som beskrevs av Danzig 1972. Puto graminis ingår i släktet Puto och familjen ullsköldlöss. Inga underarter finns listade i Catalogue of Life.